# Menachem Savidor
Menachem Savidor (hebrejsky: מנחם סבידור, rodným jménem Menachem Chodorovskij, מנחם חודורובסקי, žil 2. srpna 1917 – 2. listopadu 1988) byl izraelský důstojník, politik a poslanec Knesetu za stranu Likud.

## Biografie
Narodil se v ukrajinském městě Bachmut v Ruské republice. V roce 1922 se přestěhoval s rodinou do Białystoku v Polsku. Studoval střední školu v Polsku a Vilniuskou univerzitu. V roce 1941 žil v Japonsku a téhož roku přesídlil do dnešního Izraele. Absolvoval kurzy v managementu, dopravě a ekonomii v britské armádě, ve Francii a Spojených státech. V letech 1941–1946 sloužil v britské armádě, později od roku 1948 v izraelské armádě. Byl zakladatelem a velitelem vojenské školy pro organizaci a řízení, vedl armádní odbor policejní disciplinární. V roce 1953 byl propuštěn z aktivní služby s hodností podplukovníka (Sgan Aluf).

## Politická dráha
Od roku 1953 byl členem strany Všeobecní sionisté a Liberální strany. Od roku 1953 zastával vysoké úřednické pozice na ministerstvu dopravy, v letech 1954–1964 byl generálním ředitelem Izraelských drah. V letech 1964–1967 řídil podnik Vered, který byl pobočkou stavební společnosti Rassco. V letech 1968–1977 byl generálním ředitelem firmy na export citrusů. Od roku 1976 působil jako místopředseda ústředního výboru Liberální strany a vedoucí jejího analytického oddělení.
V izraelském parlamentu zasedl poprvé po volbách v roce 1977, do nichž šel za Likud. Byl členem výboru pro vzdělávání a kulturu, výboru pro jmenování rabínských soudců, výboru pro ústavu, právo a spravedlnost, výboru pro zahraniční záležitosti a obranu, výboru pro imigraci a absorpci a výboru finančního. Předsedal podvýboru pro energetické zásoby, podvýboru pro marketing potravin živočišného původu, podvýboru pro používání speciálních vlakových vagonů a podvýboru pro daňové úniky v zemědělství. Ve volbách v roce 1981 obhájil mandát poslance. Stal se předsedou Knesetu. Ve volbách v roce 1984 nebyl zvolen. V letech 1985–1986 pak zastával post předsedy Veřejného výboru pro ozdravění ekonomiky a v roce 1987 se stal předsedou Fondu pro bezpečnost Izraele.